# ポンパドゥール (髪型)

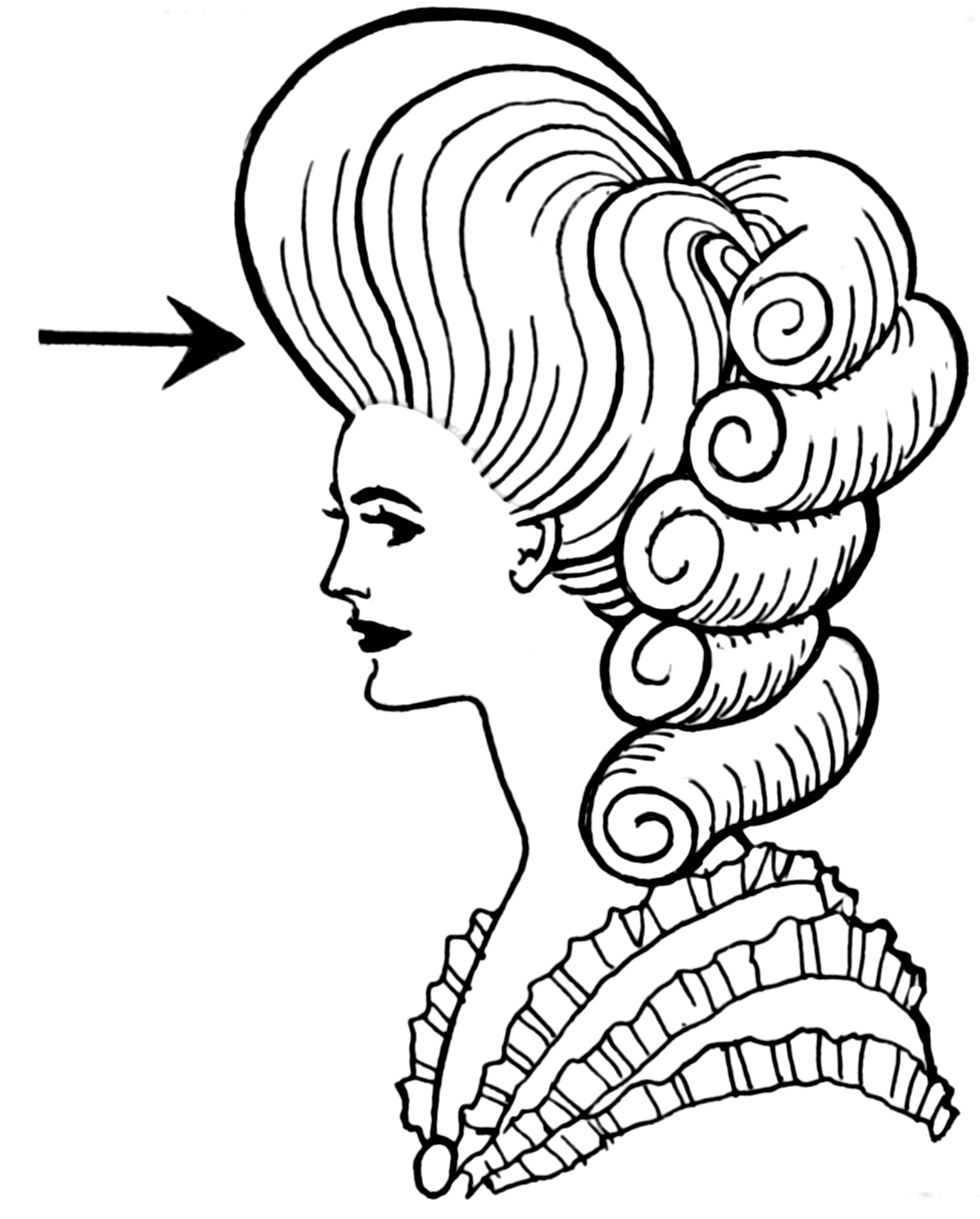
ポンパドゥールの最大の特徴は、額の前方や頭部の上方に大きく膨らんだ髪の形状である。

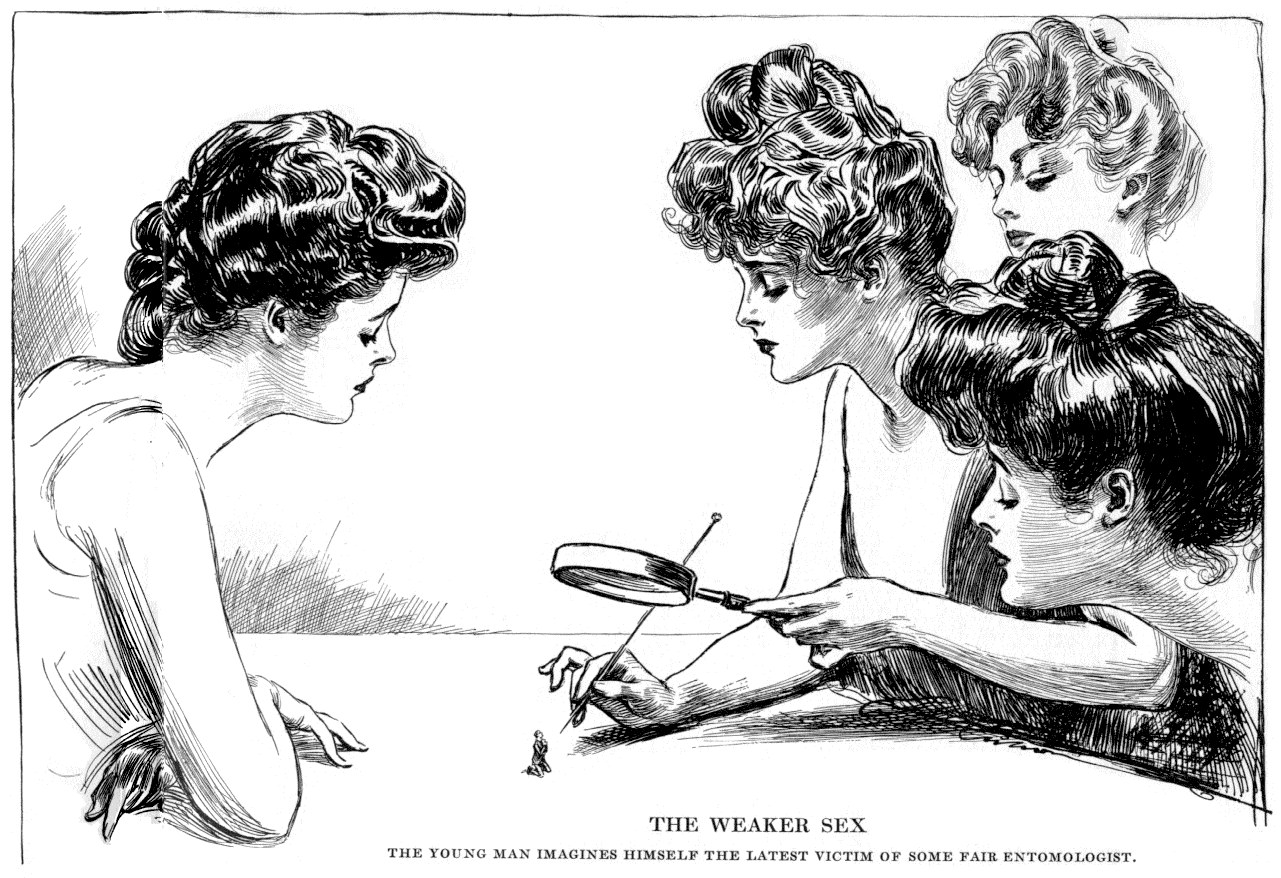
1890年代の"ギブソン・ガール"たちの間では、髪型をポンパドゥールにすることは必須であった。

ポンパドゥール (Pompadour) は、フランス王ルイ15世の愛妾であったポンパドゥール夫人（1721–1764年）の名前を冠する髪型である。この髪型には男女を問わず様々なバリエーションがあるが、基本的にはボリュームのある前髪をアップにし、額から高い位置にキープするスタイルである。時には、横や後ろの髪もアップにすることもある。
名称は20世紀になってから付けられたもので、当のポンパドゥール夫人は前髪をバックに流し、トップのボリュームも作っていなかったと言われる。
前髪をアップに持ち上げてからバックに梳かしつけることで、頭頂部の上方にボリュームを作る髪型のトレンドは、1680年代のフランスの宮廷の女性たちの間から始まった。18世紀前半（ポンパドゥール夫人の時代）には一時期は廃れたものの、18世紀後半にも再び流行した。19世紀後半より、一般の女性の間でもこの髪型のリバイバルが流行するようになった。

## 歴史
1680年、ルイ14世の愛妾フォンタンジュ公爵夫人が落馬して風で飛ばされてしまった帽子の代わりにリボンで髪を結い上げた髪型をルイ14世が非常に気に入ったため、彼女はそれ以降日常的に髪をアップするセットをするようになった。この垂直にボリュームを作る髪型は「フォンタンジュ」と呼ばれ、その後20年間のトレンドとなった。
ルイ15世の治世（すなわちポンパドゥール夫人の時代）では、垂直にボリュームは作らずに、シンプルな雰囲気の巻き毛を後ろに流す髪型が通例であった（この髪型がポンパドゥールとは呼ばれなかった）。髪のボリュームと高さを強調する新しい華美なスタイルはルイ16世の治世の1770年代と1780年代の流行であった。ヘアスタイリストたちは、競い合うように髪の高さを増してゆき、フランス革命前のマリー・アントワネットの時代に最高潮を迎えた（プーフ (en) を参照）。
1890年代になって、ギブソン・ガールのイメージとともに再びこの髪型のリバイバルの流行があった。これは、第一次世界大戦が始まったことで廃れることとなった。1906年の小説「手入れのよいランプ」では主人公の一人であるナンシーの髪型がポンパドールとされている。1925年の小説「グレート・ギャツビー」では主人公のジェイ・ギャッツビーが若い頃にポンパドゥールの髪型をしていたとする記述がある。1940年代に、再びポンパドゥールが女性の間で流行した。男性のポンパドゥールは、1940年代に一部の間で見られるようになり、1950年代から1960年代初頭には流行となった。エルヴィス・プレスリー、ジョニー・キャッシュ、ジェームズ・ディーン、そしてトニー・カーティスなどのカントリー・ミュージック、ロックンロールや映画のスターたちがこの髪型にしたことで、若者たちのお洒落の象徴となったのである。1970年代には類似の髪型であるクイッフが、1980年代には日本でリーゼントが一部の間で流行した。2000年代半ばには、男性のポンパドゥールのリバイバルがあった。21世紀のポンパドゥールは女性・男性ともに非常に多様なバリエーションがある。

## 女性版
女性の間では、17世紀後半から始まり21世紀になっても、たびたび流行した。前髪や横の髪を根元から上方へ向かってバックコーミング (en) し、額より前方へ膨らませてから、上方へ持ち上げ、後ろに流すことで作ることができる。横の髪は後頭部の中心線に引っ張って流す。

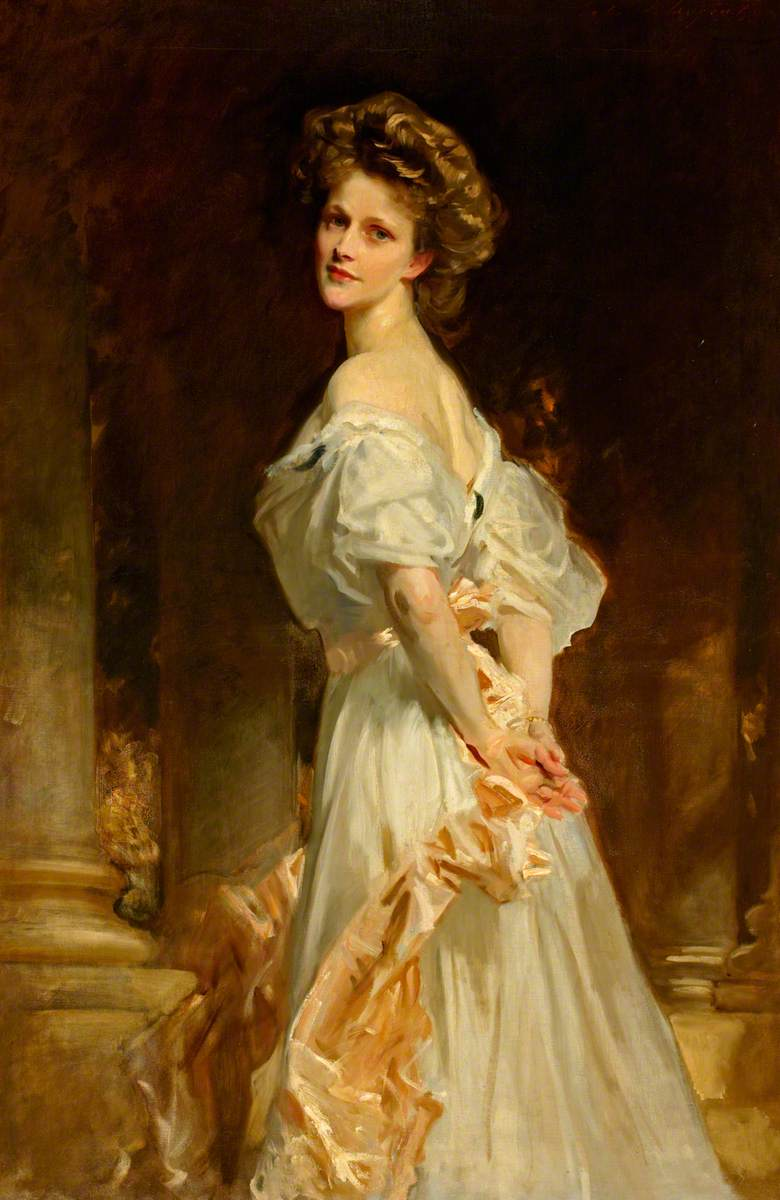
ジョン・シンガー・サージェントによるアスター夫人の肖像画（1909年）
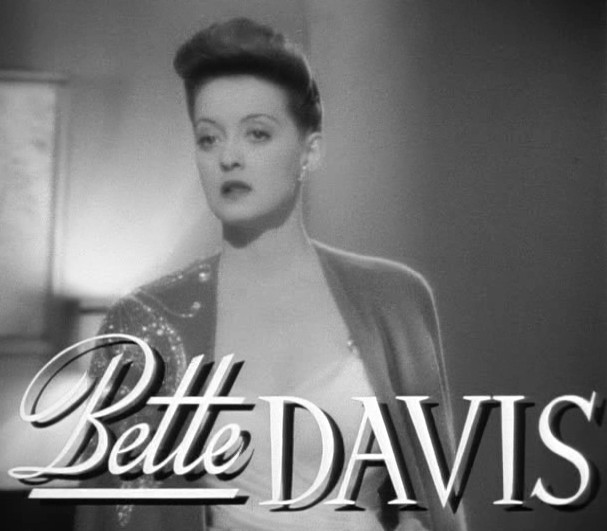
1942年の映画『情熱の航路』のベティ・デイヴィス
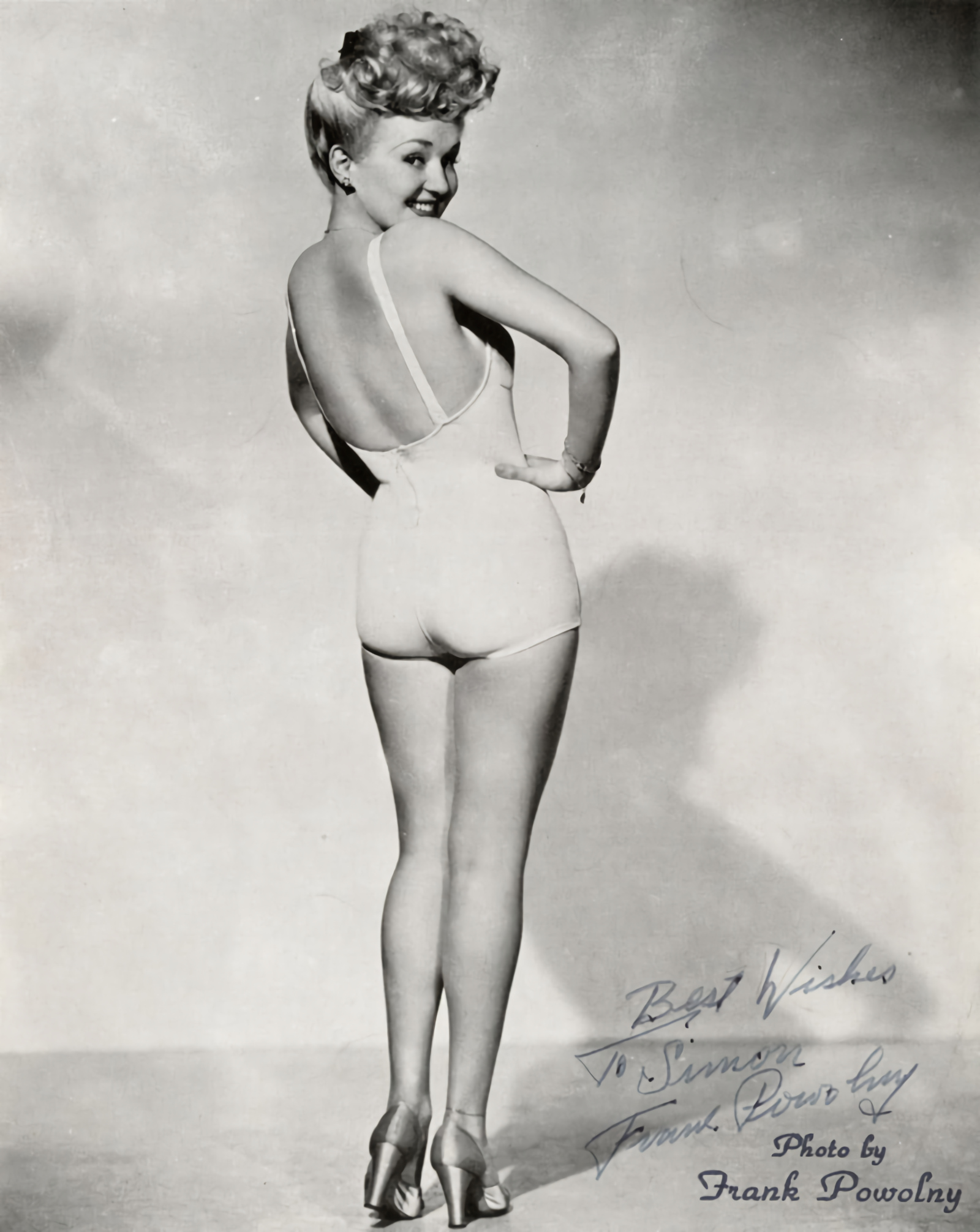
女優かつピンナップガールのベティ・グレイブル（1943年）

## 男性版

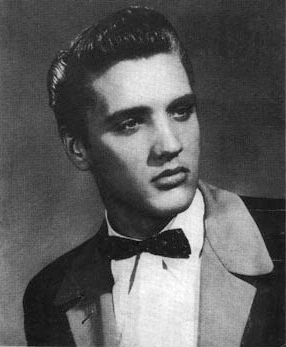
男性版ポンパドゥールの象徴、エルヴィス・プレスリー（1950年代半ば）

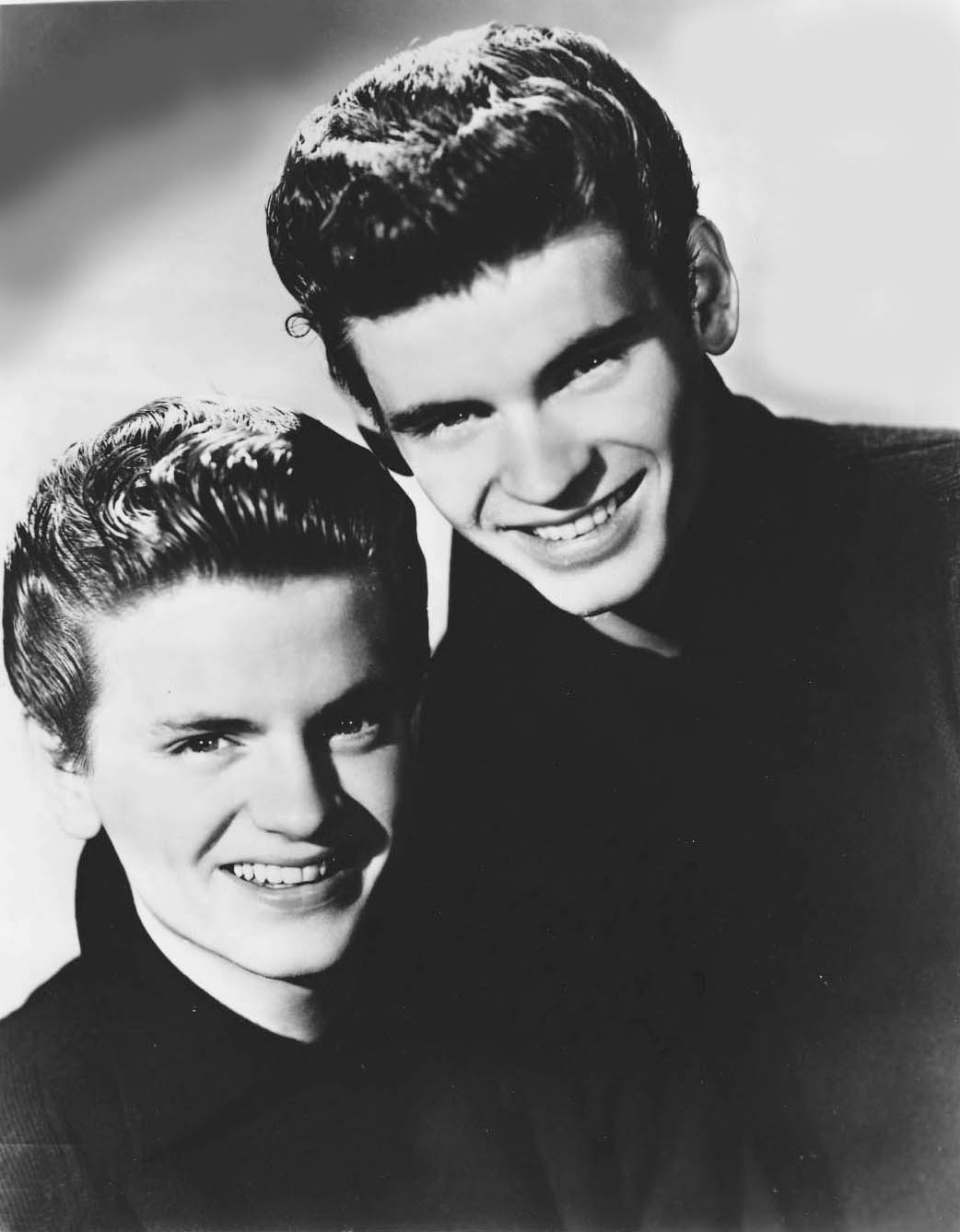
エヴァリー・ブラザース

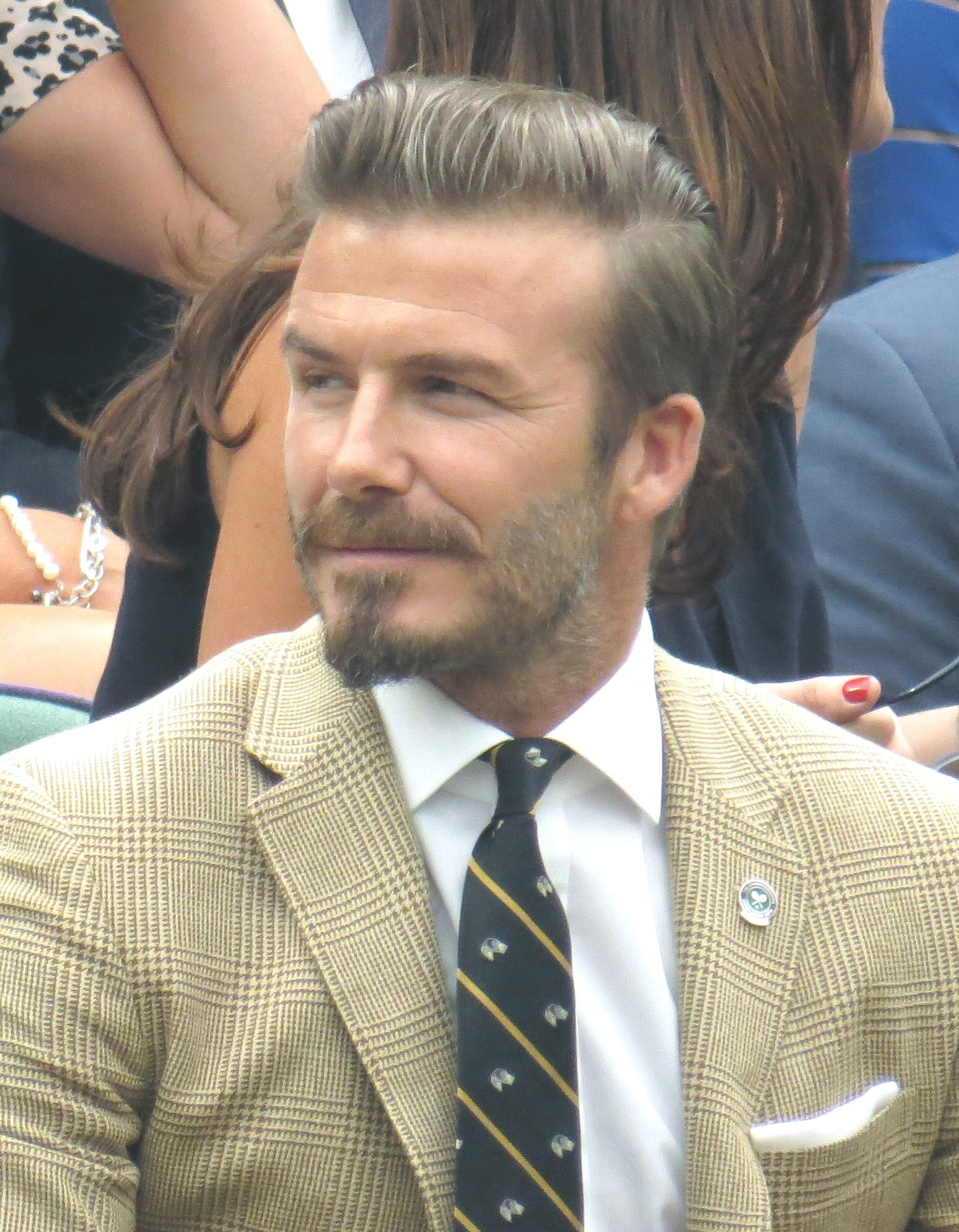
デビッド・ベッカム

1930年代および1940年代には、ヘップ・キャットやメキシコ系アメリカ人の不良グループ パチューコ (en) の間でポンパドゥールやダックテイルが流行していた。
男性のポンパドゥールが世界的に流行するきっかけは、1950年代のエルヴィス・プレスリーやジェームズ・ディーンなどのロックや映画のスターたちがダックテイルとポンパドゥールを合わせた髪型にしてメディアに登場したことであった。他にも、リトル・リチャード、マーロン・ブランド、そしてデジ・アーナズなどが代表的である。当時は、まだポンパドゥールとは呼ばれておらず、他の名称（クイッフ、jelly roll, ロッカーズ・ヘア、グリーサーズ・ヘア、または単に"エルヴィス・カット"など）で呼ばれていた。
1980年代には、50年代のロカビリーやテディ・ボーイズ ファッションのリバイバルで、クラシックカーとともにポンパドゥールが再流行した。
20世紀後半のロカビリーやカントリーミュージシャンの他にも、タンゴミュージシャンがポンパドゥールにすることが多く見られた。
パチューコの後継であるチョロ (en)、"goombah"や"Guido"と呼ばれるグループのファッションでもポンパドゥールにする者が多い。ザ・ソプラノズ 哀愁のマフィアやジャージー・ショアなどの番組で、その典型的なキャラクターであるen:Silvio Danteなどが登場する他、マフィアのジョン・ゴッティもポンパドゥールで有名であった。
1970年代より登場したサイコビリーのミュージシャンやファンの間では、クイッフと呼ばれる髪型が定番であった。これは、サイドを短くし、トップはスパイク状に立てるのではなくポンパドゥールのように前方と上方に膨らませる、ポンパドゥールとモヒカンをミックスしたようなスタイルであった。この例は、ネクロマンティクスのキム・ネクロマンなどである。
日本では1980年代より、ヤンキーの髪型としてリーゼントの呼び名で認識されることが多い。パンチパーマと組み合わせたリーゼントが、ヤンキー・ファッションの典型であった。
2000年代および2010年代には、コナン・オブライエン、ブルーノ・マーズ、モリッシー、デビッド・ベッカム、ドレイク・ベル、ザック・エフロン、ゼイン・マリク、アレックス・ターナー、そしてジャスティン・ティンバーレイクのポンパドゥールのように、様々な形状が見られる。